# 徐华铮
徐华铮（1964年3月—），湖北公安人，汉族，无党派人士。中华人民共和国政治人物、第十三届全国人民代表大会湖北省代表。

## 生平
2018年，徐华铮被选为湖北省出席第十三届全国人民代表大会代表。